# باولو رانغيل
باولو رانغيل هو كاتب وسياسي برتغالي، ولد في 18 فبراير 1968 في فيلا نوا دغايا في البرتغال. نشط حزبياً في الحزب الديمقراطي الاجتماعي.

## مناصب
- في انتخابات البرلمان الأوروبي 2019، انتخب عضو في البرلمان الأوروبي عن دائرة البرتغال [الإنجليزية]‏ لترشحه ضمن قائمة الحزب الديمقراطي الاجتماعي، وقد انضم خلال فترته النيابية (2 يوليو 2019 – ) للكتلة البرلمانية كتلة حزب الشعب الأوروبي.
- في انتخابات البرلمان الأوروبي 2014، انتخب عضو في البرلمان الأوروبي عن دائرة البرتغال [الإنجليزية]‏ لترشحه ضمن قائمة الحزب الديمقراطي الاجتماعي، وقد انضم خلال فترته النيابية (1 يوليو 2014 – 1 يوليو 2019) للكتلة البرلمانية كتلة حزب الشعب الأوروبي.
- في انتخابات البرلمان الأوروبي 2009، انتخب عضو في البرلمان الأوروبي عن دائرة البرتغال [الإنجليزية]‏ لترشحه ضمن قائمة الحزب الديمقراطي الاجتماعي، وقد انضم خلال فترته النيابية (14 يوليو 2009 – 30 يونيو 2014) للكتلة البرلمانية كتلة حزب الشعب الأوروبي.
- في 2005 Portuguese legislative election [الإنجليزية]‏، انتخب عضو مجلس الجمهورية  [لغات أخرى]‏ عن دائرة الدائرة الانتخابية لبورتو [الإنجليزية]‏ وقد انضم خلال فترته النيابية [الإنجليزية]‏ للكتلة البرلمانية الحزب الديمقراطي الاجتماعي.